# Валенсія (Пенсільванія)
Валенсія (англ. Valencia) — місто (англ. borough) в США, в окрузі Батлер штату Пенсільванія. Населення — 537 осіб (2020).

## Географія
Валенсія розташована за координатами 40°40′36″ пн. ш. 79°59′17″ зх. д. / 40.67667° пн. ш. 79.98806° зх. д. (40.676695, -79.988106).  За даними Бюро перепису населення США в 2010 році місто мало площу 0,87 км², уся площа — суходіл.

## Демографія
Згідно з переписом 2010 року, у селищі мешкала 551 особа в 277 домогосподарствах у складі 132 родин. Густота населення становила 637 осіб/км².  Було 293 помешкання (339/км²).
Расовий склад населення:
| - 99,5 % — білих - 0,2 % — чорних або афроамериканців - 0,2 % — азіатів |

До двох чи більше рас належало 0,2 %. Частка іспаномовних становила 0,4 % від усіх жителів.
За віковим діапазоном населення розподілялося таким чином: 9,4 % — особи молодші 18 років, 30,7 % — особи у віці 18—64 років, 59,9 % — особи у віці 65 років та старші. Медіана віку мешканця становила 76,2 року. На 100 осіб жіночої статі у селищі припадало 66,5 чоловіків;  на 100 жінок у віці від 18 років та старших — 63,6 чоловіків також старших 18 років.
Середній дохід на одне домашнє господарство  становив 56 973 долари США (медіана — 43 269), а середній дохід на одну сім'ю — 71 434 долари (медіана — 49 063). За межею бідності перебувало 7,5 % осіб, у тому числі 0,0 % дітей у віці до 18 років та 4,6 % осіб у віці 65 років та старших.
Цивільне працевлаштоване населення становило 121 особа. Основні галузі зайнятості: виробництво — 23,1 %, освіта, охорона здоров'я та соціальна допомога — 14,0 %, роздрібна торгівля — 11,6 %, мистецтво, розваги та відпочинок — 10,7 %.